# يمتلاند
يمتلاند (التلفظ السويدي: ‎[ˈjɛmtˌland]‏ ) (باللاتينية: Iemptia) أو يامتلاند (Jamtish: ‎[ˈjamtˌlan:]‏) هي مقاطعة تاريخية تقع وسط السويد في أوروبا الشمالية. تحد كل من هريدالن وميديلباد في الجنوب، أونغيرمانلاند في الشرق، إقليم لابي في الشمال وتروندلاغ والنرويج في الغرب.
تبلغ مساحة السويد 34009 كيلو متر مربع أي حوالي 8.3% من إجمالي مساحة السويد وهي ثاني أكبر مقاطعة سويدية. يبلغ عدد سكانها حوالي 112717 نسمة. وتحيط المنطقة ببحيرة ستورشين.
كانت يمتلاند جمهورية مستقلة في الأساس، ذات قانون مستقل، وعملة وبرلمان. لكنها كانت تفتقد إلى الإدارة العامة، وبذا فقد كانت أقرب إلى الفوضوية. احتلت النرويج يمتلاند عام 1178 وبقيت نرويجية حوالي 450 عاماً حتى تنازلت عن ملكيتها للسويد عام 1645. وأصبحت مذاك سويدية، على الرغم من أن مواطنيها لم يحصلوا على المواطنة السويدية حتى عام 1699.
أصبح كارل السادس عشر غوستاف دوق يمتلاند بعد تعميده، وما زال يحتفظ بهذا اللقب الرمزي.
كانت يمتلاند مقاطعة خاصة بين السويد والنرويج تاريخياً واجتماعياً وٍسياسياً. وهذا ما يعبر عنه شعار المدينة، حيث يتضمن حيوان موظ فضي اللون مهدداً من الشرق والغرب.

## نبذة تاريخية

### عصور ما قبل التاريخ
يعتبر البعض بقايا الماموث الصوفي في بيلغريمستاد من أهم الاكتشافات التي تعود إلى ما قبل اكتشاف وجود البشر في يمتلاند.
جاء البشر الأوائل إلى يمتلاند من الغرب قاطعين الكيل منذ نحو 7000- 6000 قبل الميلاد، وذلك بعد العصر الجليدي الأخير. كان المناخ آنذاك أكثر دفئًا مما هو عليه اليوم، ونمت الأشجار –كالسنديان مثلًا- على قمم الجبال المعروفة حاليًا باسم سلسلة الجبال الإسكندنافية. عُثر على عدة آلاف من الآثار الأثرية في المقاطعة، إذ وُجد أغلبها بالقرب من مواقع التخييم القديمة والشواطئ والبحيرات. عُثر على أقدم مستوطنة في فوسكفاتينت، في مكان قريب مما يُعرف باسم حضارة الفونسا، وقد اعتقد المؤرخون أن هذه المستوطنة تعود إلى 6600 قبل الميلاد. كان الموظ في يمتلاند هو الطعام السائد، وتوضح ذلك من خلال نقوش ما قبل التاريخ والنقوش الصخرية في غريد وغلويسا مثلًا. تمتلك يمتلاند أكثر من 20 ألف قطعة أثرية قديمة موثقة، وتعتبر قطعة رأس رمح عُثر عليها في لوفلو بالقرب من كاكساس في أوفردال أقدم هذه المعالم، إذ يزيد عمر هذه القطعة عن 8000 عام، ما يجعلها أحد أقدم اكتشافات العصر الحجري في جميع أنحاء السويد.
غالبًا ما تترافق النقوش الصخرية الموجودة في يمتلاند مع العديد من حفر المحاصرة، مع وجود أكثر من 10 آلاف حفرة محاصرة، لتكون يمتلاند أكثر منطقة تمتلك حفر محاصرة مقارنةً ببقية المناطق الإسكندنافية على الإطلاق. حُفرت حفر المحاصرة أو الاصطياد ضمن مناطق قريبة من الفريسة المعنية، وعادةً حيث تتجول الحيوانات، الأمر الذي أدى إلى الحفر في العديد من الأماكن بشكل منفصل في خطوط تمتد لأميال في جميع أنحاء المنطقة. توضح العديد من أسماء الأماكن في يمتلاند أهمية هذه الحفر للقبائل التي سكنت فيها.
ظهرت حضارة العصر الحجري الحديث اليمتية خلال العصر الحديدي الروماني المتأخر في ستورسيويبيغدن، على الرغم من إلمام جماعات الصيد وجني الثمار بنمط الحياة هذا قبل فترة طويلة من استقرارهم. استغرق حدوث أي تغيير في نمط الحياة هذا وقتًا طويلًا، نظرًا إلى غنى ونجاح عمليات الصيد في يمتلاند.
تبلورت الثورة الزراعية بسرعة بمجرد بدئها، وخاصةً مع ممارسة التروندلاغيين للزراعة لفترة طويلة، وبعد بدء بعض اليمتيين في الرعي بالفعل. زرع اليمتيون الشعير في بادئ الأمر، على الرغم من إظهار إحدى دراسات علم الطلع أنهم زرعوا القنب أيضًا. بُني حصن مييليبورغن في فرويسوين في نهاية القرن الرابع بهدف التحكم في إنتاج وتجارة الحديد آنذاك. بدأت الكورغان (الجثوات) في الوقت نفسه في الظهور في البيئة اليمتية بشكل مماثل للبيرتنيم في تروندلاغ والهويغوم في ميديلباد. ازداد التأثير الغربي لتروندلاغ من يمتلاند وحتى نورلاند في ذلك الوقت.
توقف التوسع الاستيطاني إلى حد ما في القرن السابع وجرى التخلي عن حصن مييللبورغن في القرن الثامن. حدثت هجرة بشرية في نفس الوقت، وتمركز الناس حول ستورسيون في بعض القرى مثل فرويسوين وبرونفلو ورويدوين وهاكاس ولوكني ونيس كونها مجتمعات أكبر. أصبحت ستورسيوبيغدن واحةً محاطةً بغابة كثيفة في وسط الداخل الإسكندنافي. كانت الخيول وسيلة النقل الوحيدة التي يُمكن الاعتماد عليها، وبالتالي كانت أمرًا ضروريًا في ذلك الإقليم.
ازداد الاستيطان في الإقليم خلال عصر الفايكنج. هذا يؤكد الملاحم التي كتبها سنوري سترلسون، حيث يروي فيها عن الفايكنج الذين فروا من هارالد ذو الشعر الفاتح والنرويج واستقروا في يمتلاند، كما فعل تمامًا العديد من النرويجيين الذين فروا في نفس الوقت واستعمروا آيسلندا. ارتقت فرويسوين إلى مكانة المركز الإقليمي عندما حدث تغير مناخي في الإقليم (الذي أدى لاحقًا إلى بدء الحقبة القروسطية الحارة). أدى المناخ الأكثر دفئًا إلى ازدهار الزراعة، وتطور تربية الماشية والرعي الإسكندنافي الداخلي الخاص أو «انجراف الماشية»، بوفويرينغ. ينطبق ما حدث بشكل خاص على الأجزاء الجنوبية من يمتلاند عندما ظهر ما يسمى بـ «مرابي الأبقار». ازدادت عملية صيد الموظ والحيوانات البرية الأخرى خلال هذه الفترة. من الناحية الدينية، تخلى اليمتيون عن الديانة القبلية الجرمانية الأصلية «الدين الإسكندنافي القديم» واعتنقوا العقيدة المسيحية. سيطر آلهة فانير القديمة على الممارسات الدينية في منطقة يمتلاند (فري، ونيورد، وأول، وغيرها)، على الرغم من تعبدهم لإيسر أيضًا.
أنشأ اليمتيون ما يُدعى بثينغ (التجمع) مع استمرار النمو السكاني، بشكل مماثل للقبائل الجرمانية الأخرى. أُنشئ اليمتموت بعد فترة وجيزة من تأسيس أقدم برلمان في العالم، البرلمان الآيسلندي ألثينغي في عام 930م. كان اليمتموت فريدًا من نوعه في الدول الإسكندنافية لأنه الوحيد الذي يشار إليه باسم (mót) أو «مجلس» بدلًا من (þing) أو «تثينغ»، على الرغم امتلاكهما لنفس المعنى.

## التعداد السكاني
تُعد منطقة يمتلاند منطقةً ذات كثافة سكانية منخفضة للغاية باستثناء مدينة إوسترسوند والمناطق المحيطة بها. لا تتجاوز الكثافة السكانية في كل منطقة يمتلاند 3.4 شخصًا في كل كيلومتر مربع، ويبلغ عدد السكان الإجمالي 115,331 موزعين بشكل غير متساو، حيث يعيش أكثر من نصف هذا العدد (نحو 60,000) في منطقة إوسترسوند.